# Оран (област)
Вижте пояснителната страница за други значения на Оран.
Оран (на арабски: ولاية وهران) е област на Алжир. Населението ѝ е 1 454 078 жители (по данни от април 2008 г.), а площта 2114 кв. км. Намира се в часова зона UTC+01. Телефонният ѝ код е +213 (0) 41. Административен център е Оран.